# Porina atriceps
Porina atriceps är en lavart som först beskrevs av Vain., och fick sitt nu gällande namn av Vain. Porina atriceps ingår i släktet Porina och familjen Porinaceae.   Inga underarter finns listade i Catalogue of Life.